# 베냉
베냉 공화국(프랑스어: République du Bénin 레퓌블리크 뒤 베냉[*]), 줄여서 베냉(프랑스어: Bénin)은 서아프리카에 있는 국가로 수도는 포르토노보이다. 기니만으로부터 120km 정도에 달하는 폭으로 내륙 방향으로 길게 뻗어 들어가 있다. 기후는 우기와 건기가 있는 사바나 기후이다. 옛 프랑스령 서아프리카에 속해 있었으며 1960년 8월 1일에 다호메이 공화국으로 독립하였다. 1972년 군부 쿠데타가 성공해 1975년 베냉 인민공화국으로 개칭하고 사회주의국가로 출범했다. 주민은 폰·요루바·아자족 등의 부족이다. 공용어는 프랑스어, 종교는 부족종교·기독교·회교 등이다. 경제는 야자기름의 단일경작에 의존한다. 팜유가 수출총액의 80%를 차지한다. 그 밖에 면화·코프라·커피 등이 생산된다. 1974년 이후 주요 기업은 국유화하고 경제의 국가 계획화를 실시하나 만성적인 재정 적자가 계속되고 있다. 공산주의가 붕괴하자 1990년에 베냉 공화국으로 국호를 변경했다.

## 역사
1600년대부터 1900년대까지 현재의 베냉에는 다호메이라는 이름의 왕국이 있었다. 베냉은 15세기부터 유럽인들과 내항을 하기 시작했다. 그리고 16세기부터 17세기까지 프랑스, 영국, 포르투갈이 노예 기지를 건설하였다. 1960년에 다호메이 공화국으로 독립하였다. 1975년에 쿠데타로 베냉 인민공화국이 되었다. 1990년에 베냉 공화국으로 국호를 바꾸었다.

## 지리
북동쪽에는 나이저강이 있으며 남쪽에는 베냉만이 있다. 베냉의 고도는 전국가가 거의 비슷해서 별다른 고도 차이가 없다. 대부분의 인구가 남쪽의 해안 평원에 살며 가장 큰 도시인 포르토노보와 코토누 등도 이 부근에 있다. 북쪽에는 사바나 기후와 반건조 고원 지대가 있다.

## 기후
남부는 열대우림 기후, 북부는 사바나 기후를 띤다.

## 사람과 언어
베냉에는 40개 이상의 부족(폰족, 아쟈족, 요루바족 등)과 외국인이 살고 있다.

## 경제
베넹의 경제는 저개발이 계속되어, 국민의 대다수가 종사하는 농업과 면화 생산에 상당 부분을 의존한다. 면화, 팜유 등의 수출용 농업생산 외에, 자급용인 옥수수가 재배되고 있다. 면화는 GDP의 40%, 공식적인 수출에 의한 수입의 80%를 점하고 있다. 성장률은 지난 6년간 5%정도로 견고하게 유지되었지만 인구 증가 속도가 워낙 높다보니 이 효과가 빛을 발하지 못하고 있으며 수년간 인플레이션에 시달리고 있다. 세계 굴지의 원유매장량을 과시하는 기니아만에 접하고 있으나, 석유층의 혜택을 입지 못했기 때문에 1980년에 소규모의 해저 유전이 개발된 이후, 개발이 정체되고 있다. 현재의 성장을 한층 지속하기 위하여, 베냉은 더욱 많은 외자도입을 계획하고 있고, 관광을 보다 강조하며, 신식량생산 시스템과 농산품의 개발을 촉진하고, 새로운 정보기술과 커뮤니케이션 기술을 장려하고 있다.
베냉 무역 협회에 따르면 노동자의 75%가 정상적으로 등록되어 있지만 베냉의 가장 큰 문제는 여성의 저임금이며 아동 노동 착취와 강제 노동 문제도 심각한 것으로 추측된다. 통화는 유로와 연동되는 CFA 프랑이다.
베냉은 OHADA의 일원이다. 코토누 만에는 베냉 유일의 해항과 국제공항이 존재한다. 현재 신항이 코토누와 포르토 노보 사이에 건설되고 있다. 베넹은 2차선의 아스팔트 포장된 도로로 이웃나라인 토고, 부르키나 파소, 니제르, 나이지리아과 연결되고 있다.

## 언어
1990년 12월 11일자 헌법 1조에 "공용어는 프랑스어다"라고 규정했다. 그 외에 폰어 등 각 부족의 말이 사용되고 있다. 베냉은 프랑스어사용국기구(프랑코포니)의 정회원국이다.

## 종교
종교는 현지 고유의 종교가 50%, 기독교가 30%, 이슬람교가 20%이다.

## 문화
부두교의 발상지로 알려져 있다. 아이티의 부두교는 아메리카를 식민지화 할 때 베냉 등지에서 노예로 끌려간 사람들이 그곳에서 발전시킨 것이다.

## 음식

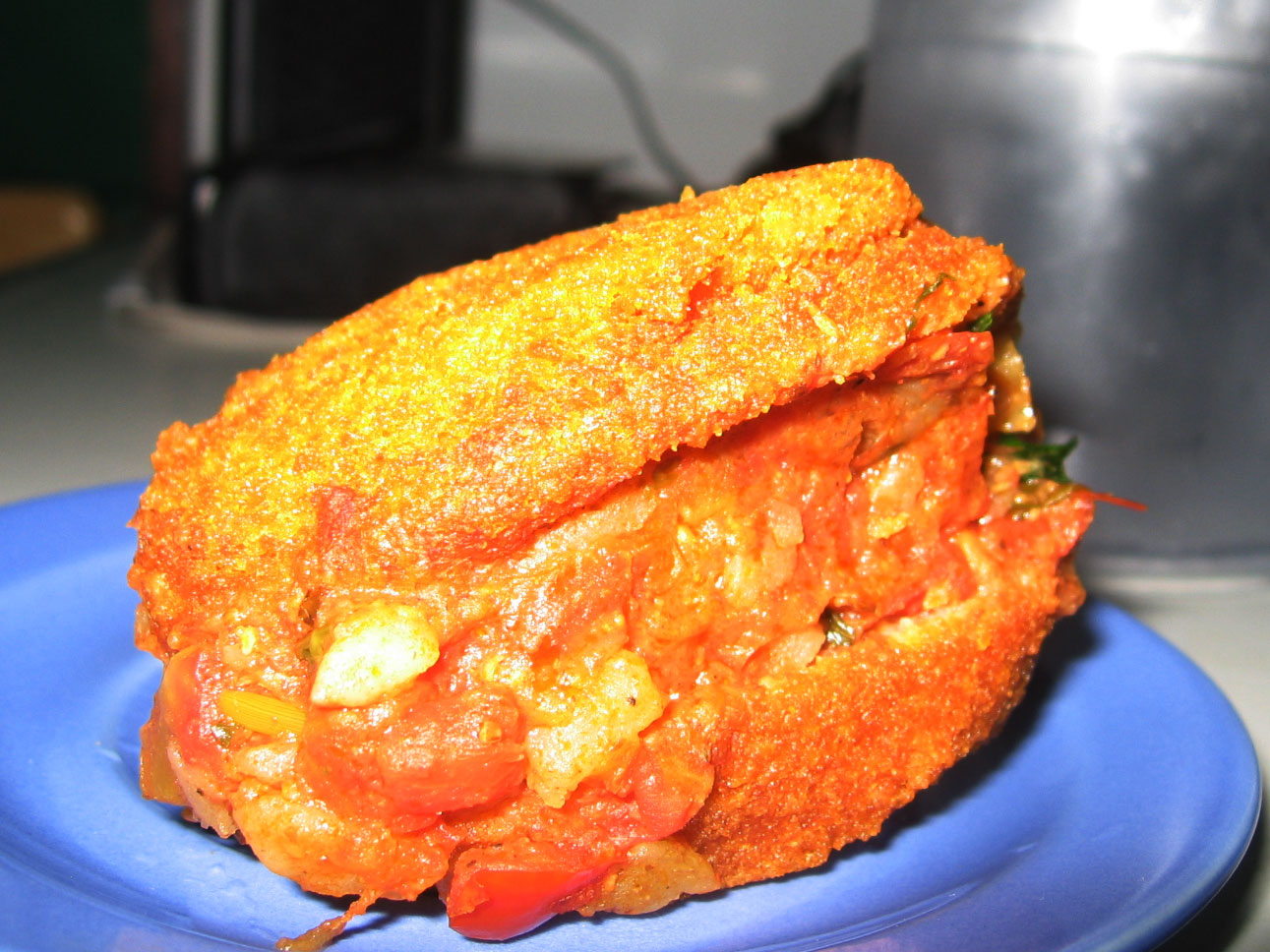
아카라제

베냉 음식은 이국적인 재료와 풍미있는 음식으로 알려져 있다. 베냉 음식에는 다양한 주요 소스와 함께 제공되는 신선한 음식이 포함된다.

## 스포츠

### 축구
2011년 7월 현재 FIFA 랭킹 87위이며 대표적인 선수로는 프리미어리그 웨스트브롬위치 알비온에서 뛰고 있는 스테판 세세뇽이라는 선수가 있다.

## 보건 문제
1980년대의 베냉은 전체 인구의 30% 미만 정도만이 보건 혜택을 누렸다. 실제로 베냉은 5살 미만 영아 사망률이 가장 높은 국가 중 하나이다. 1000명 당 203명의 영아가 죽었으며 산모의 경우 3명당 1명만이 출산 시 보건 혜택을 누린다. 최근에는 상당 부분 보건 혜택이 성장 중에 있으며 정부 차원에서 확대 중이다.

## 행정 구역

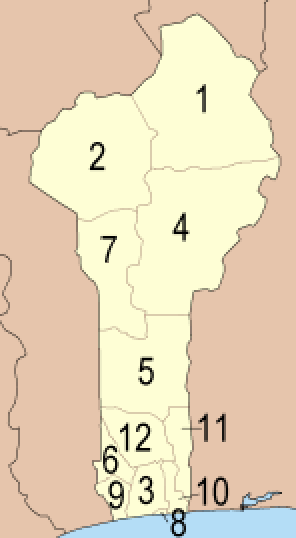
베냉의 행정 구역

베냉은 12개 주로 구성되어 있다. 행정 수도는 포르토노보이며 정치, 경제 수도는 코토누이다.
1. 알리보리주
2. 아타코라주
3. 아틀랑티크주
4. 보르구주
5. 콜린주
6. 쿠포주
7. 동가주
8. 리토랄주
9. 모노주
10. 우에메주
11. 플라토주
12. 주주

## 대한민국과의 관계
베냉은 1961년 8월 1일 대한민국과 수교하였으나 1975년 이 나라에 사회주의 정권이 들어서면서 그 해 단교하였다. 사회주의 정권이 끝난 이후 신정부 수립과 함께 1990년 10월 3일 다시 외교관계를 맺었다. 1988년 서울올림픽 대회에는 외교관계가 없었음에도 불구하고 IOC 정회원국 자격으로 선수 및 임원단을 서울에 파견하였다. 주 가나 대사관이 겸임하고 있다. 모두 15명의 한국인들이 베냉에 거주(2010년 12월 기준)하고 있다.